# Argiolestes foja
Argiolestes foja – gatunek ważki z rodziny Megapodagrionidae.